# Cantón de Celavo-Mezzana
El cantón de Celavo-Mezzana era una división administrativa francesa, que estaba situada en el departamento de Córcega del Sur y la región de Córcega.

## Composición
El cantón estaba formado por diez comunas:
- Bocognano
- Carbuccia
- Cuttoli-Corticchiato
- Peri
- Sarrola-Carcopino
- Tavaco
- Tavera
- Ucciani
- Valle-di-Mezzana
- Vero

## Supresión del cantón de Celavo-Mezzana
En aplicación del Decreto nº 2014-229 de 24 de febrero de 2014, el cantón de Celavo-Mezzana fue suprimido el 22 de marzo de 2015 y sus 10 comunas pasaron a formar parte del nuevo cantón de Gravona-Prunelli.